# Stretto di Sumner
Lo stretto di Sumner (Sumner Strait) è un canale marino che si trova in Alaska sud-orientale (Stati Uniti d'America) e fa parte dell'Arcipelago Alessandro (Alexander Archipelago) e dell'area marittima chiamata "Inside Passage".

## Dati fisici
Lo stretto, lungo 130 chilometri e largo da 4 a 16 chilometri, inizia alla focie del fiume Stikine (Stikine River) e termina nella baia di Iphigenia (Iphigenia Bay) nell'oceano Pacifico a sud del golfo dell'Alaska (Gulf of Alaska). Ha la forma di una "L" rovesciata con un braccio, quello orizzontale a nord, mentre quello verticale è più a occidente (verso l'oceano Pacifico). Le sue acqua bagnano tre divisioni amministrative dello stato dell'Alaska: il borough di Wrangell a sud e il borough di Petersburg a nord del braccio più orientale dell canale; la parte più occidentale è invece circondata dal Census Area di Prince of Wales-Hyder.

### Isole bagnate dallo stretto
Nello stretto sono presenti diverse isole tutte appartenenti all'Arcipelago Alessandro (Alexander Archipelago).
Braccio orizzontale/orientale, parte settentrionale (da est a ovest):
- Isola di Farm (Farm Island)[3] 56°38′48″N 132°23′20″W - Quest'isola, lunga 12,8 km, è compresa nel delta  (Koknuk Flats) del fiume Stikine (Stikine River). La massima elevazione dell'isola è di 381 m s.l.m..
- Isola di Dry (Dry Island)[4] 56°38′56″N 132°30′37″W - Quest'isola è compresa nel delta  (Koknuk Flats) del fiume Stikine (Stikine River). La massima elevazione dell'isola è di 238 m s.l.m.. A sud dell'isola si trova una piccola isola chiamata Little Dry Island.
- Mitkof Island|Isola di Mitkof (Mitkof Island)[5] 56°35′54″N 132°48′33″W - Nel nord dell'isola, lunga 34 km, si trova la cittadina di Petersburg. La massima elevazione dell'isola è di 274 m s.l.m.. A sud dell'isola si trova una piccola isola chiamata Station Island.
- Isola di Woewodski (Woewodski Island)[6] 56°33′22″N 133°00′22″W - L'isola, lunga 28 km, ha una massima elevazione di 71 m s.l.m..
- Kupreanof Island|Isola di Kupreanof (Kupreanof Island)[7] 56°47′34″N 133°29′49″W - L'isola, lunga 80 km, ha una massima elevazione di 234 m s.l.m.. A sud dell'isola si trovano alcune piccole isole chiamate Level Islands e le isole di Moss (Moss Island), di Yellow (Yellow Island) e di Barrie (Barrie Island).
- Isola di Strait (Strait Island)[8] 56°23′42″N 133°42′23″W - L'isola, che ha una elevazione di 30 m s.l.m., si trova al centro del gomito tra i due bracci dello stretto.

Braccio orizzontale/orientale, parte meridionale (da est a ovest):
- Isola di Sergief (Sergief Island)[9] 56°35′23″N 132°25′32″W - L'isola, che ha una elevazione di 14 m s.l.m., è compresa nel delta del fiume Stikine (Stikine River).
- Isola di Rynda (Rynda Island)[10] 56°32′29″N 132°32′17″W - L'isola ha una elevazione di 217 m s.l.m. ed è lunga 4,6 km.
- Isola di Greys (Greys Island)[11] 56°31′06″N 132°32′36″W - L'isola ha una elevazione di 140 m s.l.m. ed è lunga 1,6 km.
- Isola di Sokolof (Sokolof Island)[12] 56°30′04″N 132°35′23″W - L'isola ha una elevazione di 50 m s.l.m. ed è lunga 3,6 km.
- Isola di Vank (Vank Island)[13] 56°28′15″N 132°36′49″W - L'isola ha una elevazione di 145 m s.l.m. ed è lunga 5,5 km.
- Isola di Zarembo (Zarembo Island) 56°21′21″N 132°50′09″W - L'isola ha una elevazione di 271 m s.l.m. ed è larga 27 km.
- Isola Principe di Galles (Prince of Wales Island)[14] 55°37′55″N 132°54′27″W - L'isola ha una elevazione di 1.217 m s.l.m. ed è larga 27 km e lunga 217 km. All'estremo nord dell'sola sono presenti due piccole isole: Point Baker e Joe Mace.

Braccio verticale/occidentale, parte orientale (da nord a sud). Oltre all'isola Principe di Galles sono presenti le seguenti isole:
- Sul lato nord-occidentale dell'isola Principe di Galles sono presenti alcune piccole isole: Jackson Island 56°19′28″N 133°36′51″W, Labouchere Island 56°17′38″N 133°40′13″W e Barrier Islands 56°12′37″N 133°39′33″W.
- Isola di Middle (Middle Island)[15] 56°10′16″N 133°32′19″W - L'isola, che si trova nella baia di Shakan (Shakan Bay), ha una elevazione di 152 m s.l.m. ed è lunga 2,4 km.
- Isola di Divide (Divide Island)[16] 56°09′29″N 133°31′13″W - L'isola, che si trova nella baia di Shakan (Shakan Bay), ha una elevazione di 30 m s.l.m. ed è lunga 1,6 km.
- Isola di Hamilton (Hamilton Island)[17] 56°08′17″N 133°31′13″W - L'isola, che si trova nella baia di Shakan (Shakan Bay), ha una elevazione di 384 m s.l.m. ed è lunga 8 km. A oriente dell'isola si trova la piccola isola di "Fontaine" (Fontaine Island).
- Isola di Kosciusko (Kosciusko Island)[18] 56°02′31″N 133°32′19″W - L'isola ha una elevazione di 334 m s.l.m. ed è lunga 37 km. A occidente dell'isola si trovano alcune piccole isole: Shakan Island 56°08′51″N 133°38′01″W, Station Island 56°08′54″N 133°37′30″W, Bluff Island 56°06′13″N 133°40′29″W e Finger Island 56°04′29″N 133°42′07″W
- Isola di Warren (Warren Island)[19] 55°53′34″N 133°53′34″W - L'isola ha una elevazione di 509 m s.l.m. ed è lunga 9,5 km.

Braccio verticale/occidentale, parte occidentale (da nord a sud):
- Isola di Sumner (Sumner Island)[20] 56°24′22″N 133°48′09″W - L'isola ha una elevazione di 41 m s.l.m. ed è lunga 3,1 km.
- Isola di Kuiu (Kuiu Island)[21] 56°32′26″N 134°03′04″W - L'isola ha una elevazione di 109 m s.l.m. ed è lunga 98 km. A oriente dell'isola sono presenti alcune piccole isole: Edwards Island 56°17′29″N 133°56′57″W, Beauclerc Island 56°15′23″N 133°52′23″W, Amelius Island 56°10′41″N 133°52′34″W, North Island 56°03′59″N 134°05′57″W, South Island 56°03′27″N 134°06′30″W, Fairway Island 56°02′29″N 134°03′15″W
- Isole di Spanish (Spanish Islands)[22] 55°57′38″N 134°07′33″W - L'arcipelago, formato da 5 isole maggiore e molte altre minori, si sviluppa per circa 6 km.
- Isola di Coronation (Coronation Island)[23] 55°52′46″N 134°14′46″W - L'isola ha una elevazione di 395 m s.l.m. ed è lunga 16 km.  A oriente dell'isola sono presenti due piccole isole: Shrub Islet 55°55′19″N 134°07′27″W e Cora Island 55°54′08″N 134°07′18″W.

### Insenature e altre masse d'acqua
Nello stretto sono presenti le seguenti principali insenature:
Braccio orizzontale/orientale, parte settentrionale (da est a ovest):
- Stretto di Dry (Dry Strait)[24] 56°37′00″N 132°32′55″W - Lo stretto, lungo 8 chilometri e comprendente parte del delta (Koknuk Flats) del fiume Stikine (Stikine River), divide l'isola di Dry (Dry Island) dall'isola di Mitkof (Mitkof Island).
- Insenature dell'isola di Mitkof (Mitkof Island):
  - Baia di Slough (Blind Slough) 56°32′06″N 132°43′50″W
  - Baia di Woodpecker (Woodpecker Cove)[25] 56°30′00″N 132°49′30″W - A oriente della baia si trova il promontorio Point Howe.
- Stretti di Wrangell (Wrangell Narrows)[26] 56°38′05″N 132°56′28″W - Lo stretto, lungo in tutto 38 chilometri, divide l'isola di Mitkof (Mitkof Island) dall'isola di Woewodski (Woewodski Island).
- Canale di Duncan (Duncan Canal)[27] 56°38′23″N 133°06′43″W - Lo stretto, lungo in tutto 35 chilometri, divide l'isola di Woewodski (Woewodski Island) dall'isola di Kupreanof (Kupreanof Island).
- Insenature dell'isola di Kupreanof (Kupreanof Island):
  - Baia di Kah Sheets (Kah Sheets Bay)[28] 56°30′59″N 133°06′31″W - Nella baia si trovano due piccole isole: Kah Sheets Island e Lung Island.
  - Baia di Douglas (Douglas Bay)[29] 56°27′54″N 133°16′47″W - Nella baia si trova l'isola di Moss (Moss Island).
  - Baia di Totem (Totem Bay)[30] 56°28′56″N 133°23′43″W
  - Baia di Little Totem (Little Totem Bay)[31] 56°28′08″N 133°25′51″W
- Stretto di Keku (Keku Strait)[32] 56°53′26″N 133°55′54″W - Lo stretto divide l'isola di Kupreanof (Kupreanof Island) dall'isola di Kuiu (Kuiu Island).

Braccio orizzontale/orientale, parte meridionale (da est a ovest):
- Canale di Eastern Passage (Eastern Passage)[33] 56°28′38″N 132°17′48″W - Questa massa d'acqua separa la cittadina di Wrangell (sull'isola di Wrangell (Wrangell Island) dallo stretto di Sumner.
- Stretto di Stikine (Stikine Strait)[34] 56°18′42″N 132°36′52″W - Lo stretto divide l'isola di Zarembo (Zarembo Island) dall'isola di Vank (Vank island).
- Insenature dell'isola di Zarembo (Zarembo Island):
  - Baia di Baht (Baht Harbor)[35] 56°26′40″N 132°49′18″W - La baia è ampia 6,4 chilometri.
  - Baia di Little Baht (Little Baht Harbor)[36] 56°27′08″N 132°46′06″W
  - Baia di Saint John (Saint John Harbor)[37] 56°26′52″N 132°57′31″W
- Stretto di Clarence (Clarence Strait)[38] 55°59′20″N 132°36′57″W - Lo stretto separa l'isola di Zarembo (Zarembo Island) dall'isola Principe di Galles (Prince of Wales Island).
- Insenature dell'isola Principe di Galles (Prince of Wales Island):
  - Baia di California (California Bay)[39] 56°19′42″N 133°13′43″W - La baia è ampia 3,2 chilometri.
  - Baia di Red (Red Bay)[40] 56°17′32″N 133°19′32″W - All'entrata della baia si trovano le isole di Bell (Bell Island), di Danger (Danger Island) e di Flat (Flat Island).
  - Baia di Buster (Buster Bay)[41] 56°20′01″N 133°25′36″W.

Braccio verticale/occidentale, parte orientale (da nord a sud).
- Insenature dell'isola Principe di Galles (Prince of Wales Island):
  - Baia di Port Protection (Port Protection)[42] 56°19′42″N 133°37′37″W - All'entrata della baia è presente l'isola di Jackson (Jackson Island).
  - Baia di Labouchere (Labouchere Bay)[43] 56°17′40″N 133°38′20″W.
  - Baia di Shakan (Shakan Bay)[44] 56°09′44″N 133°36′13″W collega il canale di El Capitan (El Capitan Passage) con lo stretto di Sumner.
- Insenature dell'isola di Kosciusko (Kosciusko Island):
  - Baia di Shipley (Shipley Bay)[45] 56°05′18″N 133°33′35″W
  - Baia di Fishermans (Fishermans Harbor)[46] 55°58′18″N 133°47′35″W
  - Baia di Pole Anchorage (Pole Anchorage)[47] 55°57′36″N 133°48′37″W
- Canale di Warren (Warren Channel)[48] 55°55′51″N 133°49′57″W - Il canale separa l'isola di Kosciusko (Kosciusko Island) dall'Isola di Warren (Warren Island).

Braccio verticale/occidentale, parte occidentale (da nord a sud).
- Insenature dell'isola di Kuiu (Kuiu Island):
  - Baia di Alvin (Alvin Bay)[49] 56°26′05″N 133°53′58″W
  - Baia di Reid (Reid Bay)[50] 56°22′39″N 133°53′28″W
  - Baia di Beauclerc (Port Beauclerc)[51] 56°19′23″N 133°56′38″W - La baia contiene l'isola di Edwards (Edwards Island).
  - Canale di Affleck (Affleck Canal)[52] 56°10′42″N 134°04′11″W - Il canale, lungo 32 chilometri, contiene le insenature chiamate: Bear Harbor, Kell Bay e Port McArthur.
- Canale di Decision (Decision Passage)[53] 55°59′26″N 134°07′26″W - Il canale divide l'isola di Kuiu (Kuiu Island) dalle isole di Spanish (Spanish Islands).

### Promontori
Nel canale sono presenti i seguenti promontori:
Braccio orizzontale/orientale, parte settentrionale (da est a ovest):
- Promontori dell'isola di Mitkof (Mitkof Island):
  - Promontorio di Blaquiere (Blaquiere Point)[54] 56°35′02″N 132°32′31″W - Ha una elevazione di 4 m s.l.m..
  - Promontorio di Howe (Point Howe)[55] 56°29′46″N 132°48′58″W - Ha una elevazione di 26 m s.l.m..
- Promontori dell'isola di Kupreanof (Kupreanof Island):
  - Promontorio di Mitchell (Mitchell Point)[56] 56°27′01″N 133°12′08″W - Ha una elevazione di 6 m s.l.m..
  - Promontorio di Totem (Totem Point)[57] 56°27′09″N 133°26′12″W - Si trova all'entrata della baia di Totem (Totem Bay) ed ha una elevazione di 8 m s.l.m..
  - Promontorio di Barrie (Barrie Point)[58] 56°26′10″N 133°38′59″W - Si trova all'entrata dello stretto di Keku (Keku Strait).

Braccio orizzontale/orientale, parte meridionale (da est a ovest):
- Promontori dell'isola di Zarembo (Zarembo Island):
  - Promontorio di Craig (Craig Point)[59] 56°27′24″N 133°43′56″W - Ha una elevazione di 13 m s.l.m..
  - Promontorio di Low (Low Point)[60] 56°27′03″N 132°56′53″W - Si trova all'entrata orientale della baia di Saint John (Saint John Harbor) ed ha una elevazione di 13 m s.l.m..
  - Promontorio di Macnamara (Macnamara Point)[61] 56°19′52″N 133°03′51″W - Si trova all'entrata dello stretto di Clarence (Clarence Strait) ed ha una elevazione di 8 m s.l.m..
- Promontori dell'isola Principe di Galles (Prince of Wales Island):
  - Promontorio di Colpoys (Point Colpoys)[62] 55°20′07″N 133°11′52″W - Il promontorio, con una elevazione di 5 metri, divide lo stretto di Clarence (Clarence Strait) dalla baia di California (California Bay)
  - Promontorio di Pine (Point Pine)[63] 56°20′06″N 133°16′13″W - Il promontorio si trova all'entrata occidentale della baia della California (California Bay).
  - Promontorio di Baker (Point Baker)[64] 56°21′29″N 133°37′27″W - Il promontorio, che ha una elevazione di 8 metri, è il punto più settentrionale dell'isola "Principe di Galles".

Braccio verticale/occidentale, parte orientale (da nord a sud).
- Promontori dell'isola di Kosciusko (Kosciusko Island):
  - Promontorio di Ruins (Ruins Point)[65] 56°04′01″N 133°41′55″W - Ha una elevazione di 33 metri.
  - Promontorio di Hardscrabble (Point Hardscrabble)[66] 55°59′22″N 133°46′41″W
  - Capo Pole (Cape Pole)[67] 55°57′12″N 133°48′48″W - Si trova all'entrata del canale di Warren (Warren Channel) ed ha una elevazione di 8 metri.
- Promontorio Borlase (Point Borlase)[68] 55°55′05″N 133°56′21″W - Si trova sull' Isola di Warren (Warren Island), all'entrata della baia di Iphigenia (Iphigenia Bay) ed ha una elevazione di 38 metri.

Braccio verticale/occidentale, parte occidentale (da nord a sud).
- Promontori dell'isola di Kuiu (Kuiu Island):
  - Promontorio Boulder (Boulder Point)[69] 56°19′26″N 133°49′58″W - Ha una elevazione di 2 metri.
  - Promontorio Amelius (Point Amelius)[70] 56°12′23″N 133°54′22″W - Ha una elevazione di 143 metri.
  - Promontorio Saint Albans (Point Saint Albans)[71] 56°04′57″N 133°58′12″W - Ha una elevazione di 4 metri.
  - Promontorio Lemon (Lemon Point)[72] 56°04′35″N 134°07′29″W - Si trova all'entrata nord della baia Port McArthur, ed ha una elevazione di 25 metri.
  - Capo Decision (Cape Decision)[73] 56°00′20″N 134°07′57″W - Si trova all'estremo sud dell'isola di Kuiu, all'entrata del canale di Decision (Decision Passage) ed ha una elevazione di 64 metri.
- Promontorio Cora (Cora Point)[74] 55°54′50″N 134°06′57″W - Si trova sull'isola di Coronation (Coronation Island) e indica il punto più meridionale dello stretto di Sumner.

### Fiumi
Nello stretto si immettono i seguenti fiumi (da est a ovest e da nord a sud):
- Fiume Stikine (Stikine River)[75] 56°37′42″N 132°20′43″W - Il fiume sfocia all'estremo orientale dello stretto.
- Fiumi dell'isola di Kupreanof (Kupreanof Island):
  - Fiume Kah Sheets (Kah Sheets Creek)[76] 56°31′48″N 133°08′33″W - Il fiume sfocia nella baia di Kah Sheets (Kah Sheets Bay).

- Fiumi dell'isola Principe di Galles (Prince of Wales Island):
  - Fiume Pine (Pine Creek)[77] 56°19′36″N 133°16′47″W - Il fiume sfocia all'entrata orientale della baia di Red (Red Bay).
  - Fiume Camp (Camp Creek)[78] 56°19′38″N 133°24′54″W - Il fiume, molto breve, insieme ad altri tre (Buster, Strait e Shine), sfocia nella baia di Buster (Buster Bay)
  - Fiume Shine (Shine Creek)[79] 56°19′33″N 133°26′30″W - Il fiume, molto breve, insieme ad altri tre (Buster, Strait e Camp), sfocia nella baia di Buster (Buster Bay)
  - Fiume Alder (Alder Creek)[80] 56°20′16″N 133°32′10″W - Il fiume, lungo circa 11,2 chilometri, nasce a nord del picco Perue (Perue Peak).
  - Fiume Flicker (Flicker Creek)[81] 56°20′16″N 133°32′10″W - Il fiume è lungo circa 8 chilometri e sfocia vicino al fiume Alder (Alder Creek).
  - Fiume Baker (Baker Creek)[82] 56°20′52″N 133°35′15″W - Il fiume, lungo circa 3,2 chilometri, sfocia nella baia di Merrifield (Merrifield Bay).

- Fiumi dell'isola di Kosciusko (Kosciusko Island):
  - Fiume Trout (Trout Creek)[83] 56°03′00″N 133°41′47″W - Il fiume sfocia a sud della baia di Shipley (Shipley Bay).

## Storia
Il primo europeo a visitare lo stretto fu il commerciante di pellicce William Brown intorno al 1793. Più tardi nello stesso anno James Johnstone, uno degli ufficiali di George Vancouver durante spedizione del 1791-95, disegnò la prima mappa dello stretto.
Lo stretto è stato nominato nel 1875 dal naturalista ed esploratore americano William Healey Dall (1845–1927) in ricordo di Charles Sumner (Boston, 6 gennaio 1811 – Washington, 11 marzo 1874), avvocato, attivista e politico statunitense membro del Senato per lo Stato del Massachusetts.

## Accessi e turismo
Il canale, nella parte nord-est, è utilizzato dalla società di navigazione Alaska Marine Highway con collegamenti verso Juneau, Wrangell, Ketchikan e Petersburg.
Lo stretto si trova nella foresta Nazionale di Tongass (Tongass National Forest).

## Fauna
Nella fauna marina del canale si trovano: balene, leoni marini e aringhe (queste ultime molto numerose). Nel canale si pratica anche la pesca del salmone.